# Partula rosea
Partula rosea és una espècie de gastròpode eupulmonat terrestre de la família Partulidae.

## Hàbitat
Vivia als boscos de clima tropical i subtropical humits.

## Distribució geogràfica
És un endemisme de la Polinèsia Francesa: Huahine (illes de la Societat).

## Vida en captivitat
Sembla que les seues temperatura i humitat ambientals ideals han d'estar entre 20 °C i 24 °C, i 70-75%, respectivament.

## Estat de conservació
Es va extingir en estat silvestre arran de la introducció del caragol carnívor Euglandina rosea a l'illa de Huahine durant la dècada de 1990. La seua desaparició va comportar un perjudici per a les comunitats locals car les seues conquilles eren emprades per a fer articles de joieria i moltes dones nadiues van perdre llurs mitjans de subsistència. Avui en dia, la meitat de la població mundial d'aquesta espècie (209 exemplars) viu en captivitat al Zoo Marwell (Hampshire, Anglaterra).